# 亚历山大·吉马良斯
亚历山大·恩里克·博尔热斯·吉马良斯（葡萄牙語：Alexandre Henrique Borges Guimarães，1959年11月7日—），是一名巴西裔哥斯达黎加足球教练。曾执教中国足球超级联赛球队天津泰达。

## 球员生涯
吉马良斯出生于巴西阿拉戈斯州马塞约。他的父亲是一名医生，1971年接受泛太平洋卫生组织的派遣，前往哥斯达黎加帮助当地人治疗疟疾。吉马良斯随着他父亲来到哥斯达黎加，并在那里接受足球训练。
他在1979年开始职业足球生涯，先后效力于Durpanel San Blas、蓬塔雷纳斯市政、萨普里萨体育和图里亚尔瓦等四家哥斯达黎加联赛俱乐部，在377场官方比赛中射进95球。他职业生涯大部分时间都是在萨普里萨体育渡过，在那里他随队获得了1982年、1988年和1989年三个赛季哥斯达黎加顶级联赛的冠军。
吉马良斯在1984年正式加入哥斯达黎加国籍，他代表哥斯达黎加国家足球队出场16次，其中包括1990年世界盃足球賽的三场比赛。

## 教练生涯
吉马良斯在退役后成为一名教练，他在贝伦西格鲁XXI、埃雷迪亚诺体育以及危地马拉球队交通都取得不错的成绩，并被任命为哥斯达黎加豪门萨普里萨体育的主教练。2000年9月，吉马良斯出任哥斯达黎加国家足球队主教练，并率领球队历史上第二次进入世界杯。但哥斯达黎加在2002年世界杯足球赛中小组赛一胜一平一负被淘汰，吉马良斯没有得到继续执教国家队的机会。之后他先后在墨西哥联赛球队伊拉普阿托和多拉多斯执教。2005年，他临危受命，再次接任在世界杯预选赛表现不佳的哥斯达黎加国家足球队主教练，并率领球队提前一轮晋级到2006年世界杯足球赛，但球队在小组赛三战皆负出局，并在7月3日宣布辞职。
2006年11月7日，在吉马良斯47岁生日的那一天，他被任命为巴拿马国家足球队主教练，并参加2007年美洲金盃赛。2009年，他来到西亚，先后执教阿尔瓦斯尔和阿尔哈法拉。2011年，他再次成为萨普里萨体育的主教练。
2012年6月1日，中国足球超级联赛球队天津泰达正式宣布吉马良斯接任被解雇的约西普·库泽，成为俱乐部的新主帅。

## 个人
吉马良斯的儿子塞尔索·博尔赫斯也是一名足球运动员，是哥斯达黎加国家队队长。